# Aeroportul Zanaga
Aeroportul Zanaga (IATA: ANJ, ICAO: FCBZ) este un aeroport din Republica Congo ce deservește zona Zanaga⁠(d). A fost numit după zona deservită.
Situat la o altitudine de 570 m, aeroportul dispune de o singură pistă.